# Hauptstraße 21 (Merkendorf)
Das Wohnhaus Hauptstraße 21 ist ein zweigeschossiges Eckhaus mit Halbwalmdach in der Hauptstraße 21, Ecke Gerberstraße der Stadt Merkendorf im Fränkischen Seenland (Mittelfranken) und steht unter Denkmalschutz.

## Bau
Das Gebäude wurde Ende 18./ frühes 19. Jahrhundert errichtet.